# Stadtturm (Trnava)

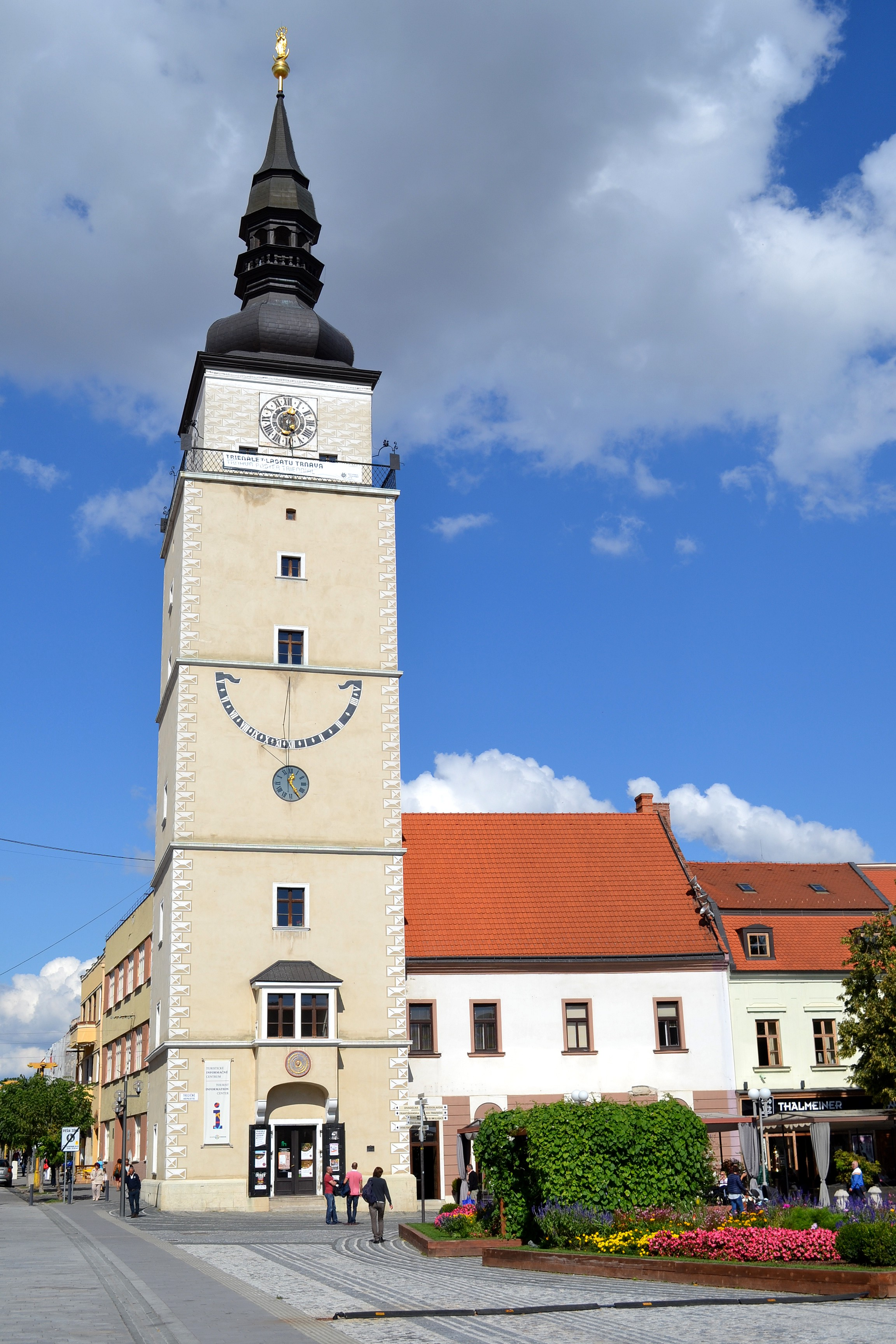
Stadtturm in Trnava

Der Stadtturm in Trnava (deutsch Tyrnau), einer slowakischen Stadt nordöstlich der Hauptstadt Bratislava, wurde im 16. Jahrhundert errichtet. Der Stadtturm mit der Adresse Štefánikova ul. 1 ist ein geschütztes Kulturdenkmal.
Der rechteckige Turm entstand in der Zeit osmanischer Gefahr als Teil des Verteidigungssystems. Er bot als Aussichtsturm in der Ebene Trnavas hinreichend Sicht über die Stadtgrenzen hinaus. Eine wichtige Aufgabe der Wächter, die im obersten Geschoss wohnten, war auch die frühere Erkennung eines Brandes und die Alarmierung mit den heute noch erhaltenen zwei Glocken aus dem Jahr 1692.
Im Jahr 1729 wurde die mechanische Uhr von Franz Lager angebracht, die bis heute funktioniert. Man erreicht die Spitze des Turmes über 135 Treppen. In der Barockzeit wurde erstmals eine Toilette mit hölzernem Sitz und Deckel in einer der Wände eingebaut. Seit 1739 bekrönt die Spitze der Zwiebelhaube eine vergoldete Skulptur der Immaculata auf einer Mondsichel. Die Skulptur mit dem Gesicht auf zwei Seiten symbolisiert den Glauben und die Hoffnung, dass die Jungfrau Maria der Stadt Trnava nie ihren Rücken zeigen möge.
Bis zum Ende des Zweiten Weltkriegs arbeiteten Wächter auf dem Turm.